# Eumetriochroa
Eumetriochroa is een geslacht van nachtvlinders uit de familie Gracillariidae, de mineermotten.
Het geslacht omvat volgende soorten:
- Eumetriochroa araliella Kobayashi, Huang & Hirowatari, 2013
- Eumetriochroa hederae Kumata, 1998
- Eumetriochroa hiranoi Kumata, 1998
- Eumetriochroa kalopanacis Kumata, 1998
- Eumetriochroa miyatai Kumata, 1998